# Medalla Light
Medalla Light is een Puerto Ricaans biermerk. Het bier wordt gebrouwen in Compañía Cervecera de Puerto Rico te Mayagüez. 
Het is een blonde lager met een alcoholpercentage van 4,2%. Dit bier is het hoofdproduct van de brouwerij en won reeds enkele internationale prijzen.

## Prijzen
- New Zealand Beer Awards 2007 – gouden medaille in de categorie International Golden Lagers
- Australian International Beer Awards 2007 – zilveren medaille
- Monde Selection 2007 – zilveren medaille